# Claude Albert Mbourounot
Claude Albert Mbourounot – gaboński trener piłkarski.

## Kariera trenerska
W 2003 prowadził narodową reprezentację Gabonu.
W 2011 został mianowany na głównego trenera młodzieżowej reprezentacji Gabonu. 

## Sukcesy i odznaczenia

### Sukcesy trenerskie
- mistrz Afryki U-23: 2011